# Anthomyia oculifera
Anthomyia oculifera es una especie de mosca del género Anthomyia, de la familia Anthomyiidae, orden Diptera. Fue descrita por Bigot en 1885.
Se distribuye por América del Norte: México, Estados Unidos y Canadá. También registrada en Corea. La dieta de las larvas de Anthomyia oculifera se compone básicamente de cadáveres de mamíferos. En los ejemplares adultos, se compone de estiércol de los mamíferos y líquidos azucarados como la savia.